# 23 Leonis Minoris
23 Leonis Minoris är en vit stjärna i huvudserien i Lilla lejonets stjärnbild.
23 Leonis Minoris har visuell magnitud +5,49 och är svagt synlig för blotta ögat vid normal seeing. Den befinner sig på ett avstånd av ungefär 260 ljusår.